# 神闘士
神闘士（ゴッドウォーリアー）は、車田正美の同名漫画を原作とするアニメ『聖闘士星矢』に登場する架空のキャラクターである。北欧の神の国アスガルドで主神オーディーンに仕える闘士たちであり、神闘衣と呼ばれる鎧を身に纏う。北斗七星を構成する星を守護星とし、その星の名（体の名称）を称号に持つ。
神闘士を統率するポラリスのヒルダは厳密には神闘士ではないが、便宜上本記事で扱う。
また、劇場アニメ『聖闘士星矢 神々の熱き戦い』に登場する神闘士については聖闘士星矢 神々の熱き戦い#ゲストキャラクターを、アスガルド編の後日談となるwebアニメ『聖闘士星矢 黄金魂 -soul of gold-』に登場する神闘士については聖闘士星矢 黄金魂 -soul of gold-#神闘士を参照。

## ポラリスのヒルダ
- ポラリスのヒルダ
- 年齢：16歳。身長：不明。体重：不明。誕生日：1月4日。血液型：不明。出身地：アスガルド。修行地：ワルハラ宮。[1]
- 声：堀江美都子

ワルハラ宮に住まい、神闘士を統べるオーディーンの地上代行者。ワルキューレの装束を身に纏い、銀のボブヘアー。妹にフレアがいる。
アスガルドの民を含めた全ての者たちを愛する心清らかな女性だったが、海皇ポセイドンによって黄金の指輪ニーベルンゲンリングをはめられ、その魔力に侵されて邪悪な女神と化す。アテナを抹殺して自らが地上を支配するため、アスガルドに伝わる伝説の七人の神闘士を甦らせた。
七人の神闘士が全員敗れた後、自ら星矢と戦ったが、青銅聖闘士の尽力と神闘士の犠牲によって復活したオーディーンローブを装着した星矢の振るうバルムングの剣でニーベルンゲンリングを破壊され、正気に戻ると、すぐさま自身の命を賭けてオーディーンに祈りを捧げることで北極の氷解を再度食い止めることに成功。またヒルダの祈りの小宇宙の力により、小宇宙を使い果たし瀕死の状態になっていたアテナも復活した。しかし、ニーベルンゲンリングに操られていた頃の記憶は残っており、自らの過ちを悔いる。
アテナがポセイドンによって大津波にさらわれた際には、ポセイドンの仕業とすぐに勘付き、フレアと共に所蔵の書物から手がかりを探し続け、アスガルドに伝わる、唯一海界へと通じる禁断の地「暗黒の池」の存在を発見し、聖闘士たちを海底神殿の入り口へと導いた。

## 神闘士

### アルファ星ドゥベのジークフリート
- アルファ星ドゥベのジークフリート
- 年齢：24歳。身長：199cm。体重：90kg。誕生日：11月25日。血液型：不明。出身地：アスガルド。修行地：ワルハラ宮。[1]
- 技：オーディーンソード、ドラゴンブレーヴェストブリザード[3]
- 声：神谷明、真殿光昭（聖闘士星矢 ソルジャーズ・ソウル）

神闘士のリーダー格で、他の神闘士たちを遥かに凌ぐ実力を備えた最強の神闘士。双頭のドラゴンを模した神闘衣を纏う。ヒルダの近衛隊長であり、幼い頃から彼女に仕えていた。ヒルダの乱心に疑問を持ちながらも、命に代えても必ず守ると公言するほど絶対的な忠誠を誓う。
北欧神話最大の勇者ジークフリート（シグルズ）は、北欧の森に棲む怪龍を退治した際に返り血を全身に浴び不死身になったとされている。彼もまた不死身に等しい肉体を持つが、皮肉にも唯一の弱点（返り血を浴びた時、偶然にも一枚の木の葉が本人も気づかないうちに背中に貼り付いたせいでその部分は不死身にならなかった）も同じである。
自身の絶技であるドラゴンブレーヴェストブリザードは拳を繰り出す際、ほんの一瞬、時間にして僅か10万分の1秒に過ぎないが左腕が下がり心臓の位置が無防備となる。これは紫龍の廬山昇龍覇と同様の弱点であり（紫龍の場合は1000分の1秒）、そのことを悟った紫龍は自ら死中に飛び込んでいく。
星矢との戦いの中、ヒルダの背後にいたポセイドンの使者、海魔女のソレントによってヒルダを属国の君主と見下され、自身ら神闘士をも侮辱されたことから激怒。ヒルダを正気に戻すため、自身のオーディーンサファイアを星矢に託し、五感を封じられながら自らの命を代償として、ソレントが放った自身の心臓への手刀を食い込ませることでソレントの攻撃を封じ、小宇宙を最大限に高めて自爆することで道連れにしようとするも、ソレントの幻術からデッドエンドシンフォニーの連続攻撃を受け、天空に散った。
『聖闘士星矢 黄金魂 -soul of gold-』では、投獄された兄シグムンドに代わって神闘士になったことが明かされる。シグムンドがサガと戦った際は、神闘衣と共に幻影として現れ、復讐が不要であることを示した。

### ベータ星メラクのハーゲン
- ベータ星メラクのハーゲン
- 技：ユニバースフリージング、グレートアーデントプレッシャー、オーディーンテンペストシールド（パーティージョイ版、および玩具販促用資料「聖域新報」での設定のみ[6]）
- 声：島田敏

オーディーンの乗馬である8本脚の怪馬スレイプニルを模した神闘衣を纏う。極寒の地・アスガルドの神闘士に相応しい凍気の拳と、正反対の灼熱の拳を使い分け、修行によって体得した耐性と最も熱に強いというメラクの神闘衣の特質もあり後者を多用する。
ジークフリートと同様に幼い頃から近衛隊員としてヒルダとフレアに仕えており、その頃からフレアに想いを寄せ、フレアを守るために修行を積んできた。フレアを守る氷河に強い敵意を燃やし、自身の修行場だった活火山地下で対峙。シベリア育ちの氷河にとっては苦痛である灼熱拳で氷河を最後まで苦しめるも、戦いを止めようとするフレアに「ヒルダ様のために」と手を掛けようとした事で氷河を激怒させ、必殺技の撃ち合いに敗れてフレアの名を叫びながら洞窟の天井に叩きつけられて息絶えた。

### ガンマ星フェクダのトール
- ガンマ星フェクダのトール
- 技：ミョルニルハンマーによる攻撃、タイタニックハーキュリーズ
- 声：屋良有作

神闘士の中でも随一の巨漢で、その体躯の通り氷山をも砕く豪腕の持ち主。ヨルムンガンドを模した大蛇の神闘衣を纏う。
元は狩人であり、狩猟禁止区域で獲った獲物を貧しい者たちに分け与えていた。アスガルドの身分制度に疑問を持ち、当初はヒルダの政策に対しても反抗的だったが、初めてヒルダと話した際に彼女の本当の優しさを知り、以後は忠誠を誓う。
神闘士最初の刺客として星矢と激突し、武器である戦斧ミョルニルハンマーと奥義タイタニックハーキュリーズで追い詰める。星矢を通じてアテナの温かな小宇宙を感じ取ったことから、ヒルダが豹変してしまったことを直感するが、最期は星矢の拳に腹を打ち抜かれ、星矢がヒルダを元の優しい姿に戻すことを願って息を引き取った。

### デルタ星メグレスのアルベリッヒ
- デルタ星メグレスのアルベリッヒ
- 年齢：不明。身長：不明。体重：不明。誕生日：不明。血液型：不明。出身地：アスガルド。修行地：ワルハラ宮。[1]
- 技：炎の剣による攻撃、アメジストシールド、ネイチャーユーニティ[9]
- 声：中原茂

ヒルダの近衛隊の一員。オーディーンを信奉する人々を代々束ねてきた家柄の出身にして、自他共に認めるアスガルド随一の頭脳の持ち主。紫水晶に埋まる髑髏を模した神闘衣を纏う。
その頭脳を利己的な目的にしか使わないためニーベルンゲンリングをはめられる前のヒルダには疎んじられており、フレアに諌められてなおヒルダの叱責の意味を理解せずにいた。伝令役を務めるなど、上司であるジークフリートやシドに忠実に働くが、内心では家格で劣るジークフリートを見下しており、屈指の名門の嫡子であるシドに対しても見下す心情を持つ。ヒルダの変貌の理由を神闘士中唯一知っており、バルムングの剣を手に入れヒルダを抹殺して自らが世界を制する野心を、出陣する直前に明らかにする。
魔鈴を罠にはめ、星矢と氷河を心理戦で痛めつけるなど、勝利のためには卑怯な手段も辞さない。また格闘においてもアメジストシールド、ネイチャーユーニティの二つの必殺技に加えて炎の剣での斬撃など多彩な攻撃方法で青銅聖闘士を追いつめる。
アルベリッヒの六代前の先祖・アルベリッヒ十三世は廬山五老峰を武者修行の旅で訪れ、天秤座の童虎と戦い敗れている。そのため、童虎はアルベリッヒの技を破る方法として、大自然と一体になり一切の気配を消すことを紫龍に助言した。策に溺れてアメジストシールドを連発していたため、技をすでに見切り、アメジストシールドとネイチャーユーニティを同時に打てないことを悟った紫龍に倒されるが、悪と化したヒルダには、その狡猾さをも聖闘士たちの討伐のために悪用されており、その死がヒルダに嘆かれることはなかった。
世界を制することを妄想するシーンでのコスチュームは「ヒルダをいぢめるアルベリッヒ大王の服」として『聖闘士星矢アニメスペシャル3』に収録された。

### イプシロン星アリオトのフェンリル
- イプシロン星アリオトのフェンリル
- 年齢：19歳。身長：187cm。体重：76kg。誕生日：2月8日。血液型：不明。出身地：アスガルド。修行地：ワルハラ宮。[1]
- 技：ウルフクルエルティクロウ、ノーザン群狼拳
- 声：関俊彦、渡辺菜生子（幼少期）

アスガルドでも有数の名家であるフェンリル家の出身。オオカミを模した神闘衣を纏い、オオカミの牙を模した独特の拳を得意とする。
森で乗馬中、野生のクマに両親を殺された上、随行した両親の友らに助けを求めるも見捨てられたところをオオカミに救われ、以後はオオカミの群れに育てられた。その経緯から人を信じずオオカミのみに心を開いており、群れのリーダーである銀狼のギングが最大の友である。一方でヒルダのみは「人間を越えた神に等しい存在」として崇拝している、孤高の一匹狼的存在。
凍れる滝で紫龍と対決し、死闘の末、滝の崩壊に巻き込まれてしまう。最大の友ギングと仲間のオオカミ三頭によって氷の下から救い出されるもすでに瀕死であり、意識を回復することなく氷雪の中に散る。その後、ギングとオオカミたちは紫龍を道連れに後を追った。
なお、アリオトの神闘衣には、フェンリルがノーザン群狼拳を放つ時にゴーグルを展開して目を覆う機能がある。

### ゼータ星ミザールのシド
- ゼータ星ミザールのシド
- 年齢：23歳。身長：193cm。体重：84kg。誕生日：12月23日。血液型：不明。出身地：アスガルド。修行地：ワルハラ宮。[1]
- 技：バイキングタイガークロウ、ブルーインパルス
- 声：水島裕、柳沢三千代（幼少期）

アスガルド屈指の名家の出身。サーベルタイガーを模した黒い神闘衣を纏う。ヒルダの近衛隊員としてジークフリートと同様に彼女の側近を務めており、神闘士としての実力もジークフリートに次ぐ。
ヒルダの尖兵として聖域を急襲し、牡牛座のアルデバランを一撃で倒す。続いてアテナの首を獲るべく城戸邸を襲撃、一角獣星座の邪武、子獅子星座の蛮、狼星座の那智、大熊星座の檄、海ヘビ星座の市をまとめて一蹴し、さらに星矢、瞬とも拳を交える。
いち早くワルハラ宮に乗り込んできた瞬を凍気の拳で圧倒するが、ネビュラストームの前に敗北。
生まれてすぐに離れ離れとなり、不遇な人生を強いられた双子の兄バドのことでずっと心を痛めていた。自身の敗北後、バドと一輝の戦いにおいて、瀕死の身で一輝を羽交い絞めにして兄を助けようとし、兄弟の絆が再び結ばれたその瞬間に絶命した。

### ゼータ星アルコルのバド
- ゼータ星アルコルのバド
- 年齢：23歳。身長：193cm。体重：84kg。誕生日：12月23日。血液型：不明。出身地：アスガルド。修行地：ワルハラ宮。[1]
- 技：暗黒（シャドウ）バイキングタイガークロウ
- 声：水島裕、山田栄子（幼少期）

シドの双子の兄にして、シドの影である神闘士。シドのものと同型の、白銀色の神闘衣を纏う。実力は神闘士No.2のシドをも上回り、その拳は一撃で牡牛座の黄金聖衣のマスクを断ち割り、受け止めた蛇遣い星座の白銀聖衣が白煙をあげるほどの威力を誇る。
アスガルドにおいて双子は家を滅ぼすものとして忌み嫌われていたため、誕生直後に風雪の中に捨てられた。貧しい村人に拾われ、その息子として育つも、10歳の時、弟シドと思わぬ邂逅を果たしたことで自分の呪わしい宿命を知り、全てに恵まれたシドを憎むようになる。なお、バドの存在を知っていたのはヒルダただひとりであり、他の神闘士たちはシドに双子の兄がいたことすらも知らなかった。瞬とシドの戦いが進む中でその存在が明らかとなるが、ジークフリートは嫌悪を示し、「あの男はしょせん影、神闘士ではない」と発言している。
ヒルダはバドをより強力な戦いの道具として利用するために、バドのシドへの憎しみを煽り、バドはシドに取って代わって自分がゼータ星の真の神闘士になることを望むようになる。
シドとの死闘を終えようとしていた瞬をネビュラストームの中で急襲するが、不審な小宇宙に気づいたシャイナによって阻まれる。瞬とシャイナを完全に圧倒し、次いで現れた一輝をも追いつめた。
兄弟愛を頭から否定し、シドへの烈しい憎悪の言葉を執拗に口にするが、自分を捨てた両親はともかくシドには非がないことを自覚しており、心の奥には弟への愛があったことを一輝の鳳凰幻魔拳によって看破される。さらに鳳翼天翔を受けたことで自身の敗北を認め、とどめを刺すよう一輝を促すが、瀕死のシドが兄を救おうと立ち上がり、一輝を背後から羽交い締めにして自分ごととどめを刺すよう懇願する。シドの口から自身に対する本心と真実を聞かされ、わだかまりを捨てたバドは、弟の亡骸を抱いて雪原へと去っていった。アスガルド編の最終話で、弟の遺体と折り重なるようにして息絶えているバドの姿が映される。

### エータ星ベネトナーシュのミーメ
- エータ星ベネトナーシュのミーメ
- 年齢：不明。身長：不明。体重：不明。誕生日：不明。血液型：不明。出身地：アスガルド。修行地：不明。[1]
- 技：ストリンガーレクイエム、光速拳
- 声：三ツ矢雄二、鈴木富子（幼少期）

竪琴を模した神闘衣を纏う。竪琴の弦を武器に使い、またその音色により幻覚を操ることができる。
アスガルド最大の勇者と称えられたフォルケル（声：柴田秀勝）の子であり、その拳は父をも凌ぐとも言われる。幼い頃からフォルケルの厳しい修行により、拳を学びその強さを身に付けてきた。しかし、ある日、実は隣国との戦争でフォルケルが殺害した戦士の子であったことを知り、その憎しみから自らの拳でフォルケルを葬る。以後は愛や友情を軽蔑して生きてきた。
一輝をして双子座のサガにも匹敵すると評させるほどの威力を持つ光速拳をノールックで次々に繰り出すなど屈指の実力者であり、ジークフリートやシドからも一目置かれている。防御にも秀で、一輝の拳を片手で防いでみせた。しかしその小宇宙や拳からは殺気が感じられず、瞬のネビュラチェーンが一切反応しなかったことで、その殺気のない小宇宙を見破られ、自身がフォルケルを殺害したことを暴露する。
一輝の幻魔拳によってミーメが見たのは、ミーメの実の両親を手に掛けてしまったことへの自責の念を背負うフォルケルの大きな愛と、義父を殺めた罪の重さに耐えきれず偽りの記憶で義父を憎もうとしていた自身の哀しい姿だった。逃避していた現実を見せられたミーメは逆上し小宇宙を爆発させ、殺気を取り戻しストリンガーレクイエムで一輝を追い込むが、聖衣ごと技を砕かれる。
最後には一輝たちに感化され神闘衣を外し、堂々と全力で戦うことを決意。お互いに拳を打ち合った末、ヒルダとアスガルドの命運を託して絶命した。

## 関連用語
オーディーンの地上代行者
アスガルドの主神オーディーン（声：内海賢二）に祈りを捧げ、その身を依代とすることでオーディーンの力を行使し、アスガルドとそこに生きる民の平和を守る使命を持つ巫女のような存在。現代ではヒルダが該当する。
神闘衣（ゴッドローブ）
神闘士が身に纏う鎧。北欧神話に登場する幻獣や怪物、氷河期の生物などを模している。影の神闘士であるゼータ星アルコルを除き、それぞれ一個ずつ、神闘士の生命とも言うべきオーディーンサファイアと呼ばれる石が埋め込まれている。
オーディーンローブ
かつてオーディーン自らが纏ったという神闘衣。アスガルドのオーディーン神像に七個のオーディーンサファイアを捧げることで、神像の巨大なバルムングの剣の中から出現する。最終的に、オーディーンと神闘士の小宇宙の力で星矢の手に委ねられた。バルムングの剣は、ヒルダのニーベルンゲンリングから放たれる強大な小宇宙も防いでしまうほどの防御力も併せ持つ。星矢は剣を振り下ろそうとするも、ヒルダを殺してしまうのではないかという危惧とヒルダの発言に囚われ躊躇し、ヒルダの急襲に遭ってしまうが、オーディーンローブの中からオーディーンの小宇宙が星矢に語りかけ鼓舞された後に再び剣を振り下ろし、見事にニーベルンゲンリングの破壊に成功する。
ニーベルンゲンリング
海皇ポセイドンが生み出した黄金の指輪。人間たちに殺し合いをさせるよう神の呪いが施されており、その魔力によりヒルダを邪悪の女神に変える。オーディーンローブに付属するバルムングの剣のみがその魔力を断ち切ることができる。